# NGC 6078
NGC 6078 este o galaxie eliptică situată în constelația Hercule. A fost descoperită în 21 iunie 1876 de către Édouard Stephan⁠(d). Se află la o distanță de 134,91 de megaparseci de Pământ.